# 中國基建投資
中國基建投資有限公司，簡稱中國基建投資，（英語：China Infrastructure Investment Limited，港交所：0600）是香港的一間上市公司，是在2008年1月16日起，由信寶國際控股有限公司更名而來，並更改為每年12月31日財政年度。訂立期權協議收購在中國經營天然氣相關業務之若干投資項目及出售瀋陽項目。

## 業務
經營房地產投資（主要中國內地經營房地產）。

## 外部連結
- 中國基建投資有限公司（页面存档备份，存于）